# Palau de la República
El Palau de la República (en alemany, Palast der Republik) fou la seu del Parlament de l'antiga República Democràtica Alemanya (la Volkskammer, o Cambra del Poble). Durant la seva existència estava localitzat al Berlín Oriental, capital de la RDA en el seu moment. L'edifici, en l'actualitat desaparegut, estava localitzat entre l'Schloss Platz, o Plaça del Castell, i el Lustgarten, reanomenat Marx-Engels Platz entre 1951 i 1994, a la vora del riu Spree. El Palau de la República es construí entre 1973 i 1976 sobre l'espai que abans ocupava el Palau Reial, enderrocat per les autoritats de la RDA a la dècada dels cinquanta. Fou aquí on el 23 d'agost del 1990, la Volkskammer va ratificar el tractat de reunificació d'Alemanya. Poc després, el Bundestag de la RFA, aleshores situat a Bonn, faria el mateix. Entre els anys 2006 i 2008 l'edifici és enderrocat per iniciar poc després la reconstrucció de l'antic Palau Reial [3]. El Palau rebé diferents sobrenoms populars durant la seva vida,com el de "Ballast der Republik" o el de "Erichs Lampenladen" (literalment, "botiga de llum d'Erich") pels més de 1000 llums que penjaven del sostre i per ser construït durant el lideratge d'Erich Honecker. Tot i que l'edifici a hores d'ara ja no existeix, en canvi recentment s'ha construït a Dresden un nou edifici cultural l'estructura del qual fa recordar molt al desaparegut palau berlinès ressenyat en aquest article. 

## Característiques
El nou edifici tenia planta rectangular, mesurava 180 metres, 85 d'ample i 32 d'alçada. La façana principal donava a la Plaça del Palau (SchlossPlatz) mentre que la part posterior donava al riu Spree. La seva alçada estava d'acord amb les antigues cavallerisses del Palau Reial i de l'antic edifici del Consell d'Estat (Staatsgebäude). Bàsicament, el seu principal element constructiu era l'acer. La façana principal es caracteritzava pel contrast entre del mur de marbre blanc i els finestrals de color de bronze. Constava de cinc plantes. A la planta baixa es localitzava la Cambra Popular (cantó nord) i una sala gran amb més de 3.000 seients destinada a grans espectacles. A més, albergava dos grans auditoris, galeries d'art, un teatre, 13 restaurants i una sala de bitlles.

## Història

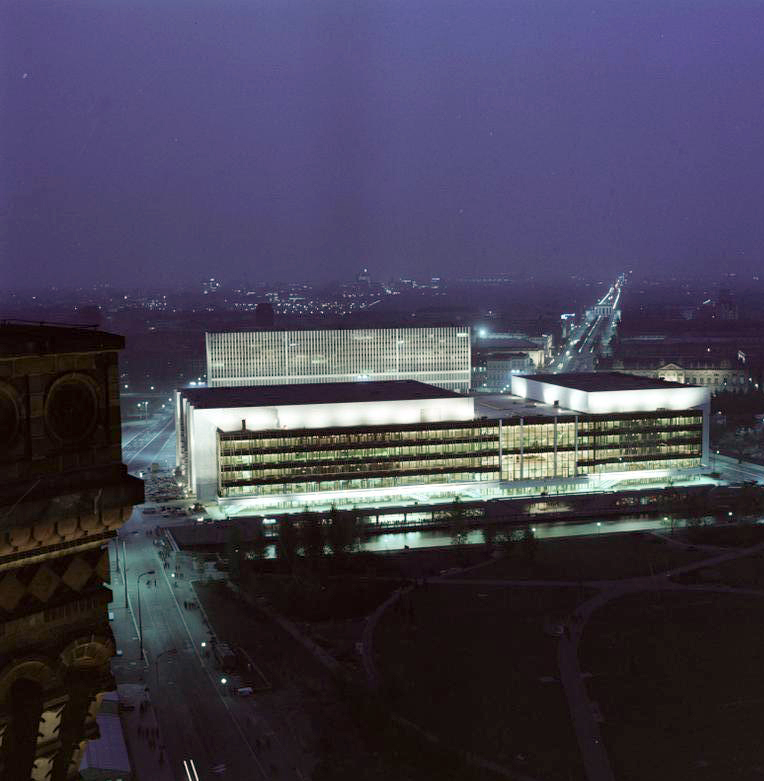
Vista del Palau de la República de nit

### Construcció
El Palau fou construït sobre l'antic Palau Reial (Berliner Stadtschloss) que quedà fortament malmès a causa dels bombardejos durant la Segona Guerra Mundial. Finalment, les autoritats de la nova RDA van decidir el 1950 enderrocar-lo per considerar-lo un símbol del militarisme prussià. Després de diferents projectes arquitectònics (un gratacels a l'estil moscovita o un palau de congressos) i que durant força temps fos un gran pàrquing, finalment el 1971, ja sota el lideratge d'Erich Honecher, es decideix la construcció d'un edifici que servís per a diverses finalitats. La seva construcció fou entre els anys 1973 i 1976. El nou edifici obra és dels arquitectes Heinz Graffunder i Karl-Ernst Swora. El seu principal element constructiu fou l'acer i es caracteritzava per una façana amb contrast entre el marbre i grans vitralls en forma de bronze molt d'acord amb l'estil arquitectònic de l'època. La cerimònia oficial d'obertura fou el 23 d'abril del 1976 i s'obrí al públic al cap de dos dies. Entre els anys 1976 i 1990 el Palau de la República va ser tant el centre polític de la RDA com un lloc d'esbarjo.

### Evolució després del 1990
Poc temps abans de la reunificació alemanya l'alemanya l'octubre 1990, es va trobar amiant. Per decret de la Volkskammer es procedí al tancament de l'edifici.

### Enderroc
Tot i que la majoria dels alemanys de l'antiga RDA eren contraris a l'enderroc del Palau de la República, el parlament federal aprovà el 2003 la destrucció de l'edifici fins que es trobés el finançament necessari per a reconstruir l'antic Palau Reial . Finalment, l'enderroc va començar el 6 de febrer de 2006, i va ser planificat per durar aproximadament quinze mesos a un cost de 12 milions d'euros. Malgrat això,l'enderroc va durar més enllà del que es preveïa a causa de diferents imprevistos com l'amiant que afectava diferents parts de l'edifici. Això va provocar que l'enderroc final del Palau es retardés cap a finals del 2008.  

### Desenvolupament futur
El gener 2006 el Bundestag va aprovar definitivament la reconstrucció de l'antic Palau Reial. Es decidí que tres dels seus costats serien rèpliques exactes de l'original, mentre que tant el quart costat i l'interior de l'edifici serien moderns. El nou edifici, anomenat Humboldtforum, albergarà la col·lecció Humboldt i una galeria d'art extraeuropeu. El novembre del 2008, es va designar que l'arquitecte italià Francesco Stella seria el dissenyador del projecte de reconstrucció de l'anric Palau Reial

## Esdeveniments celebrats al Palau
Durant la seva existència, es van celebrar diversos actes de diferents tipus: polítics, culturals, musicals, lúdics... Entre els primers destaca la decisió presa per la VolksKammer la nit del 22-23 d'agost del 1990 de restablir els cinc Ländern o Estats federats que constituïen inicialment la RDA. També s'hi organitzaven els congressos del Partit d'Unitat Socialista (SED) i entre ells la gala pel 40è (i útlim) aniversari de la República Democràtica Alemanya en la qual era present el dirigent soviètic Mikhaïl Gorbatxov. Entre els musicals destaquen concerts d'orquestres famoses com l'Gewandhausorchester Leipzig sota la direcció de Kurt Masur; interpretacions modernes de música clàssica com el Messiah de George Frideric Handel, o els concerts de Bulat Okudzhava (29 novembre 1976), Harry Belafonte (25 octubre 1983), o del grup de música electrònica alemany Tangerine DreamTangerine el 31 de gener del 1980.